# Stijn Vandenbergh
Stijn Vandenbergh (Oudenaarde, 25 aprile 1984) è un ex ciclista su strada belga, è stato professionista dal 2007 al 2020.

## Carriera
Passato professionista nel 2007 con il team Unibet.com, nello stesso anno ottiene la vittoria di una tappa e della classifica finale del Tour of Ireland. Gareggia poi per l'AG2R La Mondiale e quindi per tre stagioni, dal 2009 al 2011, con la maglia del team russo Katusha.
Nel 2012 passa tra le file della Omega Pharma-Quickstep, andando a ricoprire il ruolo di gregario per Tom Boonen nelle classiche nel nord. Nella stessa stagione partecipa alla prova in linea dei Giochi olimpici di Londra; è però poi costretto a saltare i campionati del mondo per sottoporsi a un intervento chirurgico al ginocchio destro.
Nel 2013, ottiene buoni piazzamenti nelle classiche. Mentre era al comando della Parigi-Roubaix insieme ad altri tre corridori tra cui Fabian Cancellara (poi vincitore), cade nel quartultimo settore in pavé, il Carrefour de l'Arbre, senza riuscire più a rientrare; chiude la corsa al ventesimo posto.

## Palmarès
- 2004 (Under-23)

Omloop Het Volk Under-23
- 2007 (Unibet.com, due vittorie)

1ª tappa Tour of Ireland (Kilkenny > Cork)
Classifica generale Tour of Ireland
- 2016 (Etixx-Quick Step, una vittoria)

5ª tappa Volta a la Comunitat Valenciana (Valencia > Valencia)

### Altri successi
- 2016 (Etixx-Quick Step)

1ª tappa Tour de San Luis (El Durazno > El Durazno, cronosquadre)

## Piazzamenti

### Grandi Giri
- Tour de France

2009: 93º
2010: fuori tempo (7ª tappa)

### Classiche monumento
- Milano-Sanremo

2012: 84º
2015: 138º
2016: 67º
2017: 141º
2018: 70º
2020: 80º
- Giro delle Fiandre

2008: 74º
2010: 12º
2013: 14º
2014: 4º
2015: 51º
2016: 13º
2017: 45º
2018: 36º
2019: 20º
2020: 46º
- Parigi-Roubaix

2008: 40º
2010: 37º
2012: 24º
2013: 20º
2014: 16º
2015: 33º
2017: 35º
2018: 32º
2019: 23º

### Competizioni mondiali
- Giochi olimpici

Londra 2012 - In linea: 100º